# Adinette Umuhoza
Adinette Umuhoza est une taekwondoïste rwandaise. 

## Carrière
Adinette Umuhoza est médaillée de bronze dans la catégorie des moins de 67 kg aux Championnats d'Afrique de taekwondo 2022 à Kigali.